# Big Country
Big Country ist eine schottische Rockband, die ursprünglich dem New Wave zugeordnet wurde. Die Band spielt Rockmusik mit starken schottischen Einflüssen. Zwei der Bandmitglieder wuchsen in der Nähe von Edinburgh auf, jedoch wurde kein Bandmitglied in Schottland geboren.

## Geschichte
Ausgehend vom Sänger, Gitarristen und Hauptsongschreiber Stuart Adamson, der mit 16 Jahren die Punkband The Skids gegründet hatte, wurde 1981 die Band Big Country mit Bruce Watson an der Gitarre, Mark Brzezicki am Schlagzeug und Tony Butler am Bass gegründet. Frühe Singles wie In a Big Country oder Wonderland wurden Charterfolge, und Steve Lillywhite übernahm die Produktion des ersten Albums der Band. Das Debüt-Album The Crossing wurde zum Verkaufs- und Medienerfolg und für zwei Grammy Awards nominiert. Die Single Look Away des 1986 erschienenen Albums The Seer, bei dem Kate Bush auf dem Titeltrack mitsingt, wurde zum Hit. Nach den Erfolgen in den 1980er Jahren wurde es um die Band ruhiger.
Stuart Adamson geriet immer wieder durch seine Alkoholprobleme in die Schlagzeilen. Nach einem letzten Studioalbum und einer Abschlusstournee durch Europa erklärte die Band im Jahre 2000 ihre Auflösung. Im Dezember 2001 wurde Stuart Adamson in einem Hotelzimmer in Honolulu tot aufgefunden. Die Polizei ging von Suizid aus. Erwähnenswert sind der Soundtrack des schottischen Films Restless Natives, der auf einer Doppel-CD zusammen mit seltenen Aufnahmen veröffentlicht wurde, und das erneute Auftauchen der Musik von Big Country in einer Folge von Gilmore Girls.
In den 1990er Jahren spielte die Gruppe bei einigen Konzerten der Rolling Stones und The Who als Vorband. Bruce Watson spielt u. a. bei Fish Gitarre und ist Bestandteil der Band Fourgoodmen, in der auch Ex-Mitglieder der Simple Minds vertreten sind, und die Hits von schottischen Bands spielt, darunter auch von Big Country.

## Wiedervereinigungen
2007 haben sich die drei noch lebenden Mitglieder der Band anlässlich ihres 25-jährigen Jubiläums für eine Tournee durch England und Schottland sowie ein Konzert in Köln kurzzeitig wiedervereinigt.
Von Ende Dezember 2010 bis Anfang Januar 2011 gab die Band sieben Konzerte in England und Schottland. Leadsänger war Mike Peters (The Alarm), der früher auch schon im Vorprogramm von Big Country spielte. Als weiterer Gitarrist kam Bruce Watsons Sohn Jamie zum Einsatz. Weitere 14 Konzerte – davon zwei in Irland – fanden im April 2011 statt, ebenso Auftritte beim Isle of Wight Festival am 10. Juni 2011 und am 16. Juli 2011 als Gäste bei einem Konzert der Simple Minds in Inverness (Schottland). Der Erfolg der im Sommer 2011 durchgeführten Festivals führte dazu, dass auch neue Stücke geschrieben wurden, unter anderem die Single Another Country.
Im Februar 2012 gab es eine weitere England-/Schottland-Tour, dazu im März 2012 zwei Konzerte in kleineren Clubs in Berlin und Bochum. Mit dieser Tour sollte das 30-jährige Jubiläum des ersten Albums The Crossing gefeiert werden. Es folgten Auftritte bei verschiedenen Festivals (unter anderem bei Hard Rock Calling im Hyde Park, beim Isle of Wight Festival und bei der Fairport’s Cropredy Convention als Special Guests von Fairport Convention).
Am 26. September 2012 wurde bekannt, dass sich die Band von ihrem langjährigen Manager Ian Grant getrennt und der Bassist Tony Butler sich aus der Band zurückgezogen hat. Neuer Bassist wurde Derek Forbes (vormals Simple Minds), Mike Peters und Jamie Watson gehörten nun zur Stammbesetzung. Im April und Mai 2013 gab die Band im Rahmen der The Journey Tour 2013 zahlreiche Konzerte im Vereinigten Königreich, in den Niederlanden, Deutschland, Österreich, Schweiz und Italien. Es folgte eine mehrmonatige Konzertreise durch die USA und Kanada.
Seit November 2013 gehen Big Country und Mike Peters wieder getrennte Wege. Peters’ derzeitiger Nachfolger ist Simon Hough (Gesang, Mundharmonika und akustische Gitarre). Seit Mitte 2015 ist auch Derek Forbes nicht mehr dabei.

## Diskografie

### Studioalben
| Jahr | Titel                | Höchstplatzierung, Gesamtwochen, AuszeichnungChartplatzierungen (Jahr, Titel, Platzierungen, Wochen, Auszeichnungen, Anmerkungen) | Höchstplatzierung, Gesamtwochen, AuszeichnungChartplatzierungen (Jahr, Titel, Platzierungen, Wochen, Auszeichnungen, Anmerkungen) | Höchstplatzierung, Gesamtwochen, AuszeichnungChartplatzierungen (Jahr, Titel, Platzierungen, Wochen, Auszeichnungen, Anmerkungen) | Höchstplatzierung, Gesamtwochen, AuszeichnungChartplatzierungen (Jahr, Titel, Platzierungen, Wochen, Auszeichnungen, Anmerkungen) | Anmerkungen                                |
| Jahr | Titel                | DE | CH | UK | US | Anmerkungen                                |
| ---- | -------------------- | --- | --- | --- | --- | ------------------------------------------ |
| 1983 | The Crossing         | — | — | UK3 Platin · (81 Wo.)UK | US18 Gold · (42 Wo.)US | Erstveröffentlichung: 29. Juli 1983        |
| 1984 | Steeltown            | DE53 (2 Wo.)DE | — | UK1 Gold · (21 Wo.)UK | US70 (17 Wo.)US | Erstveröffentlichung: 19. Oktober 1984     |
| 1986 | The Seer             | DE16 (3 Wo.)DE | CH15 (7 Wo.)CH | UK2 Gold · (16 Wo.)UK | US59 (17 Wo.)US | Erstveröffentlichung: 30. Juni 1986        |
| 1988 | Peace In Our Time    | DE40 (3 Wo.)DE | — | UK9 Silber · (6 Wo.)UK | US160 (6 Wo.)US | Erstveröffentlichung: 26. September 1988   |
| 1991 | No Place Like Home   | — | — | UK28 (2 Wo.)UK | — | Erstveröffentlichung: 16. September 1991   |
| 1993 | The Buffalo Skinners | — | — | UK25 (2 Wo.)UK | — | Erstveröffentlichung: 22. März 1993        |
| 1995 | Why the Long Face    | — | — | UK48 (2 Wo.)UK | — | Erstveröffentlichung: 12. Juni 1995        |
| 1999 | Driving to Damascus  | DE96 (1 Wo.)DE | — | UK82 (1 Wo.)UK | — | Erstveröffentlichung: 27. September 1999   |
| 2001 | Undercover           | — | — | — | — | Erstveröffentlichung: März 2001 Coveralbum |
| 2013 | The Journey          | — | — | UK68 (1 Wo.)UK | — | Erstveröffentlichung: 8. April 2013        |

### Livealben
| Jahr | Titel                           | Höchstplatzierung, Gesamtwochen, AuszeichnungChartsChartplatzierungen (Jahr, Titel, Platzierungen, Wochen, Auszeichnungen, Anmerkungen) | Anmerkungen                          |
| Jahr | Titel                           | UK | Anmerkungen                          |
| ---- | ------------------------------- | --- | ------------------------------------ |
| 1994 | Without The Aid of a Savety Net | UK35 (2 Wo.)UK | Erstveröffentlichung: 6. Juni 1994   |
| 1996 | Eclectic                        | UK41 (2 Wo.)UK | Erstveröffentlichung: 5. August 1996 |

Weitere Livealben
- 1997: Brighton Rock
- 1997: King Biscuit Flower Hour
- 2000: Come up Screaming
- 2001: Das Fest
- 2001: One in a Million (Akustikalbum)
- 2001: Peace Concert (live in Ost-Berlin)
- 2002: Live in Cologne
- 2007: Twenty Five Live
- 2011: Dreams Stay With You

### Kompilationen
| Jahr | Titel                                    | Höchstplatzierung, Gesamtwochen, AuszeichnungChartsChartplatzierungen (Jahr, Titel, Platzierungen, Wochen, Auszeichnungen, Anmerkungen) | Anmerkungen                                  |
| Jahr | Titel                                    | UK | Anmerkungen                                  |
| ---- | ---------------------------------------- | --- | -------------------------------------------- |
| 1990 | Through a Big Country – Greatest Hits    | UK2 Gold · (17 Wo.)UK | Erstveröffentlichung: 14. Mai 1990           |
| 2002 | The Greatest Hits                        | UK71 (1 Wo.)UK | Erstveröffentlichung: Mai 2002 mit The Skids |
| 2011 | Fields of Fire – The Ultimate Collection | UK77 Silber · (1 Wo.)UK | Erstveröffentlichung: April 2011             |
| 2020 | Essential                                | UK23 (2 Wo.)UK | Erstveröffentlichung: Juli 2020              |

Weitere Kompilationen
- 1998: Restless Natives and Rarities
- 1999: The Radio Sessions
- 2001: Rarities II
- 2001: Greatest 12" Hits
- 2002: Rarities III
- 2003: Rarities IV
- 2003: Rarities V
- 2003: The Collection
- 2004: Rarities VI
- 2004: Rarities VII
- 2005: Rarities VIII
- 2011: Rarities IV (Live-Kompilation)
- 2013: At the BBC – The Best of the BBC Recordings
- 2014: No Place Like Home

### EPs
| Jahr | Titel      | Höchstplatzierung, Gesamtwochen, AuszeichnungChartplatzierungen (Jahr, Titel, Platzierungen, Wochen, Auszeichnungen, Anmerkungen) | Höchstplatzierung, Gesamtwochen, AuszeichnungChartplatzierungen (Jahr, Titel, Platzierungen, Wochen, Auszeichnungen, Anmerkungen) | Anmerkungen                             |
| Jahr | Titel      | UK | US | Anmerkungen                             |
| ---- | ---------- | --- | --- | --------------------------------------- |
| 1984 | Wonderland | — | US65 (12 Wo.)US | Erstveröffentlichung: Januar 1984       |
| 1995 | Non!       | UK77 (1 Wo.)UK | — | Erstveröffentlichung: 27. November 1995 |

### Singles
| Jahr | Titel Album                                       | Höchstplatzierung, Gesamtwochen, AuszeichnungChartplatzierungen (Jahr, Titel, Album, Platzierungen, Wochen, Auszeichnungen, Anmerkungen) | Höchstplatzierung, Gesamtwochen, AuszeichnungChartplatzierungen (Jahr, Titel, Album, Platzierungen, Wochen, Auszeichnungen, Anmerkungen) | Höchstplatzierung, Gesamtwochen, AuszeichnungChartplatzierungen (Jahr, Titel, Album, Platzierungen, Wochen, Auszeichnungen, Anmerkungen) | Höchstplatzierung, Gesamtwochen, AuszeichnungChartplatzierungen (Jahr, Titel, Album, Platzierungen, Wochen, Auszeichnungen, Anmerkungen) | Anmerkungen                                            |
| Jahr | Titel Album                                       | DE | CH | UK | US | Anmerkungen                                            |
| ---- | ------------------------------------------------- | --- | --- | --- | --- | ------------------------------------------------------ |
| 1983 | Fields of Fire (400 Miles) The Crossing           | — | — | UK10 (14 Wo.)UK | US52 (6 Wo.)US | Erstveröffentlichung: 18. Februar 1983                 |
| 1983 | In a Big Country The Crossing                     | — | — | UK17 Silber · (7 Wo.)UK | US17 (15 Wo.)US | Erstveröffentlichung: 20. Mai 1983                     |
| 1983 | Chance The Crossing                               | — | — | UK9 (9 Wo.)UK | — | Erstveröffentlichung: 26. August 1983                  |
| 1984 | Wonderland –                                      | — | — | UK8 (9 Wo.)UK | US86 (2 Wo.)US | Erstveröffentlichung: 13. Januar 1984                  |
| 1984 | East of Eden Steeltown                            | — | — | UK17 (7 Wo.)UK | — | Erstveröffentlichung: 21. September 1984               |
| 1984 | Where the Rose is Sown Steeltown                  | — | — | UK29 (7 Wo.)UK | — | Erstveröffentlichung: 16. November 1984                |
| 1985 | Just a Shadow Steeltown                           | — | — | UK26 (4 Wo.)UK | — | Erstveröffentlichung: 11. Januar 1985                  |
| 1986 | Look Away The Seer                                | DE19 (14 Wo.)DE | CH15 (7 Wo.)CH | UK7 (8 Wo.)UK | — | Erstveröffentlichung: 4. April 1986                    |
| 1986 | The Teacher The Seer                              | — | — | UK28 (5 Wo.)UK | — | Erstveröffentlichung: 13. Juni 1986                    |
| 1986 | One Great Thing The Seer                          | — | — | UK19 (8 Wo.)UK | — | Erstveröffentlichung: 5. September 1986                |
| 1986 | Hold the Heart The Seer                           | — | — | UK55 (2 Wo.)UK | — | Erstveröffentlichung: 21. November 1986                |
| 1988 | King of Emotion Peace in Our Time                 | — | — | UK16 (6 Wo.)UK | — | Erstveröffentlichung: 8. August 1988                   |
| 1988 | Broken Heart (Thirteen Valleys) Peace in Our Time | — | — | UK47 (4 Wo.)UK | — | Erstveröffentlichung: 17. Oktober 1988                 |
| 1989 | Peace in Our Time                                 | — | — | UK39 (3 Wo.)UK | — | Erstveröffentlichung: 23. Januar 1989                  |
| 1990 | Save Me Through a Big Country                     | — | — | UK41 (3 Wo.)UK | — | Erstveröffentlichung: 30. April 1990                   |
| 1990 | Heart of the World                                | — | — | UK50 (2 Wo.)UK | — | Erstveröffentlichung: 9. Juli 1990                     |
| 1991 | Republican Party Reptile No Place Like Home       | — | — | UK37 (2 Wo.)UK | — | Erstveröffentlichung: 19. August 1991                  |
| 1991 | Beautiful People No Place Like Home               | — | — | UK72 (1 Wo.)UK | — | Erstveröffentlichung: 7. Oktober 1991                  |
| 1993 | Alone The Buffalo Skinners                        | — | — | UK24 (3 Wo.)UK | — | Erstveröffentlichung: 1. März 1993                     |
| 1993 | Ships (Where Were You) The Buffalo Skinners       | — | — | UK29 (3 Wo.)UK | — | Erstveröffentlichung: 19. April 1993                   |
| 1995 | I’m not Ashamed Why the Long Face                 | — | — | UK69 (2 Wo.)UK | — | Erstveröffentlichung: 30. Mai 1995                     |
| 1995 | You Dreamer Why the Long Face                     | — | — | UK68 (2 Wo.)UK | — | Erstveröffentlichung: 21. August 1995                  |
| 1999 | Fragile Thing Driving to Damacus                  | — | — | UK69 (1 Wo.)UK | — | Erstveröffentlichung: 9. August 1999 feat. Eddi Reader |
| 1999 | See You / Perfect World Driving to Damacus        | — | — | UK77 (1 Wo.)UK | — | Erstveröffentlichung: 25. Oktober 1999                 |

Weitere Singles
- 1982: Harvest Home
- 2000: Somebody Else
- 2011: Another Country
- 2013: Hurt
- 2013: In a Broken Promise Land